# James F. Reilly

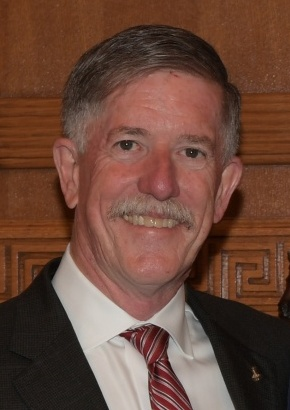
Jim Reilly (2018)

James Francis „Jim“ Reilly II (* 18. März 1954 auf der Mountain Home Air Force Base, Idaho) ist ein ehemaliger  US-amerikanischer Astronaut und war von 2018 bis 2021 Direktor des United States Geological Survey.

## Leben
Geboren in Idaho, wuchs Reilly in Mesquite (Texas) auf, einem Vorort des 20 Kilometer entfernten Dallas. Nach seinem Abitur 1972 belegte er auf der University of Texas Geowissenschaften als Hauptfach. Gleich nach seinem Bachelor-Examen 1977 schloss er sich als Forschungswissenschaftler einer geologischen Expedition an, die für zwei Jahre im Marie-Byrd-Land in der Westantarktis forschte.
1979 wurde Reilly vom Unternehmen Santa Fe Minerals in Dallas als Geologe beschäftigt, bevor er ein Jahr später zu Enserch Exploration wechselte. Dort brachte er es bald vom einfachen zum leitenden Geologen und sammelte Erfahrungen in der Erschließung von Erdölvorkommen im In- (insbesondere der Golf von Mexiko) und Ausland. Im Rahmen seiner Tätigkeit bei Enserch verbrachte er zusammen rund drei Wochen in Tieftauchfahrzeugen.
Seine Anstellung gestattete es ihm auch, sein Geologiestudium fortzuführen. So erreichte er 1987 den Master in Geowissenschaften an der University of Texas und erhielt im Frühjahr 1995, unmittelbar bevor er zur NASA kam, seinen Doktorhut in dieser Disziplin. Seine Dissertation behandelte die geologischen Kontrollen bei der Verteilung chemosynthetischer Gemeinschaften im Golf von Mexiko.

## Astronautentätigkeit
Reilly weiß eine nette Anekdote zu erzählen, was ihn dazu brachte, Astronaut zu werden: Der siebenjährige Jim saß gerade in einem
Zahnarztstuhl, als John Glenn seinen historischen Flug im Februar 1962 unternahm. Es war eine Reihenuntersuchung in der
Grundschule, und natürlich wünschte sich Reilly Junior ganz weit weg. Als er gerade dabei war, sich in weite Ferne zu wünschen, fragte ihn der Arzt, ob er je in seinem jungen Leben hatte Raumfahrer werden wollen. Das brachte den Stein ins Rollen, wie Reilly später meinte. Er fing an, der NASA regelmäßig Briefe zu schreiben. Und schließlich wollte er seiner beruflichen Laufbahn die entscheidende Wendung geben und bewarb sich in Houston als Missionsspezialist. Dann ging es ihm wie vielen anderen – seine Bewerbung fiel durch, und das nicht nur einmal. Zeitweise dachte er, er würde es nie schaffen. Aber er blieb hartnäckig und wollte seinen Kindheitstraum realisieren.
Reilly hatte sich zehn Jahre lang erfolglos beim Johnson Space Center (JSC) als Astronaut beworben. Erst bei seiner fünften Bewerbung wurde er im Dezember 1994 zusammen mit 18 weiteren Bewerbern akzeptiert. Der Computerabteilung des Astronautenbüros wurde er zugeteilt, nachdem er 1996 das einjährige Basistraining absolviert hatte.
Im März 1997 wurde Reilly für seinen ersten Space-Shuttle-Flug auf STS-89 eingeteilt. Die Endeavour flog zur russischen Raumstation Mir und koppelte dort als achter US-Orbiter an. Während des Besuchs kam es zu einem Wachwechsel: die Endeavour-Crew ließ Andy Thomas zurück und landete mit David Wolf, der vier Monate auf der Orbitalstation gearbeitet hatte. Die Mission war Teil des Shuttle-Mir-Programms und fand im Januar 1998 statt.
Nach einer kurzen Regenerationszeit nahm Reilly das Training für seinen zweiten Flug auf. Mike Gernhardt und er waren die ersten Mitglieder der STS-104-Besatzung, die 1997 nominiert wurden. Die Raumfähre Atlantis brachte im Sommer 2001 die Luftschleuse Quest zur Internationalen Raumstation (ISS). Reilly und Gernhardt unternahmen drei Ausstiege, um Quest zu installieren.
Seit Herbst 2002 gehörte Reilly als Missionsspezialist zur Besatzung von STS-117. Dieser zweiwöchige Flug fand im Juni 2007 zur Internationalen Raumstation statt. Hauptnutzlast der Atlantis war das S3/S4-Element. Zusammen mit Danny Olivas absolvierte er zwei der vier Außenbordeinsätze. Dabei wurden das S3/S4-Bauteil an die Station montiert, die Solarpaneele aus- und der zweite Flügel des Solarmoduls P6 eingefahren.

## Nach der NASA
Im Mai 2008 wurde bekannt, dass Reilly die NASA verlässt und als Vizepräsident für Forschung und Entwicklung zu Photo Stencil wechselt.
Donald Trump nominierte James F. Reilly im Januar 2018 für das Amt des Direktors des United States Geological Survey (USGS), das dieser nach der Bestätigung durch den US-Senat am 14. Mai desselben Jahres antrat.

## Privates
Reilly, der 2001 zum Ehrenmarshal ernannt wurde, ist verheiratet und hat zwei Söhne sowie eine Tochter.